# Обітована (збірка поезій)
«Обітова́на» — остання прижиттєва збірка поезій українського поета -«вісімдесятника» Івана Козаченка.
Складається з двох частин  — «Насподі крові» і «Танець над полум'ям».
Володимир Цибулько писав:
|  | І скільки у серці твоєму скопилося болю? В останній книзі «Обітована» біль той так і сочився. І біль скількох людей ти забрав з собою у вічні лани. |

Книгу видано телепрескорпорацією «Республіка» у 1998 р. Передмова Василя Герасим'юка. Редактор Тетяна Крижанівська. Ілюстрована гравюрами Валерія Євтушенка. Наклад 2000 прим.